# Achalcus phragmitidis
Achalcus phragmitidis är en tvåvingeart som beskrevs av Marc Pollet 1996. Achalcus phragmitidis ingår i släktet Achalcus och familjen styltflugor.
Artens utbredningsområde är Belgien. Inga underarter finns listade i Catalogue of Life.